# Hamid Karzai
Hamid Karzai (lingua urdu: حامد خان کرزي, lingua persiana: حامد خان کرزی; Karz, 24 dicembre 1957) è un politico afghano, il primo presidente eletto dell'Afghanistan in carica dal 7 dicembre 2004 al 29 settembre 2014. In precedenza, dal dicembre 2001 Karzai aveva ricoperto il ruolo di capo dell'amministrazione transitoria afgana e di presidente ad interim (dal 2002).

## Biografia

### Esordi e vita personale
Nato nel villaggio di Karz, nella provincia di Kandahar, Karzai proviene da una famiglia di etnia pashtun, una fra le maggiori sostenitrici del re Zahir Shah e parte dell'influente clan Popalzay. Anche per questo motivo Karzai si trovò coinvolto nella politica afgana molto presto.
Laureatosi presso la Habibia High School di Kabul nel 1979, ha frequentato un corso post lauream in scienze politiche all'università Himachal Pradesh (Shimla, India) dal 1979 al 1983, quando ritornò in Afghanistan per lavorare come raccoglitore di fondi per supportare la rivolta anti-sovietica durante l'invasione sovietica dell'Afghanistan negli anni ottanta. In quegli anni venne anche a contatto con la CIA, che segretamente finanziava i mujaheddin. Dopo la caduta del governo di Mohammad Najibullah nel 1992, ricevette l'incarico di viceministro degli Esteri nell'esecutivo di Burhanuddin Rabbani.
È sposato dal 1998 con Zinat Karzai, di professione ostetrica, da cui ha avuto un figlio, Mirwais, nato il 25 gennaio 2007.

### Il regime talebano
Quando i Talebani emersero nella scena politica afgana durante gli anni novanta, Karzai inizialmente supportò la loro politica. In seguito, però, ruppe i rapporti manifestando diffidenza verso il loro stretto rapporto con i servizi segreti pakistani. Quando essi entrarono a Kabul nel 1996, e al governo di Rabbani si sostituì il nuovo regime, Karzai si rifiutò di rappresentare il nuovo governo come ambasciatore afgano all'ONU. Nel 1997 la famiglia di Karzai andò in esilio a Quetta, in Pakistan, continuando ad adoperarsi per rovesciare il regime e restaurare l'autorità del re Zahir Shah. Fu questa la causa per cui il padre Abdul venne assassinato il 14 giugno 1999, probabilmente da agenti talebani.

### Presidenzaad interim
Nei mesi che seguirono gli attentati terroristici dell'11 settembre 2001, Karzai combatté con la lega militare dell'Alleanza del Nord, unendosi all'invasione statunitense dell'Afghanistan, e lavorò per trovare il consenso necessario all'avvio di un nuovo governo. Nel dicembre 2001 i politici afghani esiliati (molti anche privi di seguito e supporto all'interno dell'Afghanistan) si riunirono a Bonn, in Germania, per stabilire un accordo sul nuovo assetto istituzionale del Paese. Il trattato sottoscritto prevedeva l'istituzione di un'amministrazione ad interim formata da 29 membri, al cui vertice venne scelto Karzai. Giurò come capo di Stato provvisorio il 22 dicembre. L'assemblea legislativa della Loya jirga del 19 giugno 2002 nominò Karzai presidente dell'amministrazione afgana transitoria, assistito da una doppia vicepresidenza, una delle quali affidata a Hedayat Amin Arsala.
Il 5 settembre 2002 Karzai ha subito un tentativo di assassinio a Kandahar. Un attentatore, membro delle guardie del corpo di Karzai e vestito con l'uniforme del nuovo esercito nazionale afgano, ha aperto il fuoco, ferendo il governatore di Kandahar e un militare americano, prima che le sue guardie del corpo rispondessero al fuoco uccidendo l'attentatore e un passante. Dopo di allora Karzai ha subito altri tre attentati: il 16 settembre 2004 un missile mancò l'elicottero in cui stava viaggiando per raggiungere Gardez; il 10 giugno 2007 rimase illeso quando i Talebani spararono 12 razzi mentre teneva un discorso a Ghazni, alcuni dei quali arrivarono a 200 metri dalla folla; il 27 aprile 2008 un contingente armato di fucili automatici e granate attaccò una parata militare a cui Karzai stava assistendo insieme a numerosi membri del governo, uccidendo tre persone senza riuscire a colpirlo.

### Le elezioni presidenziali del 2004

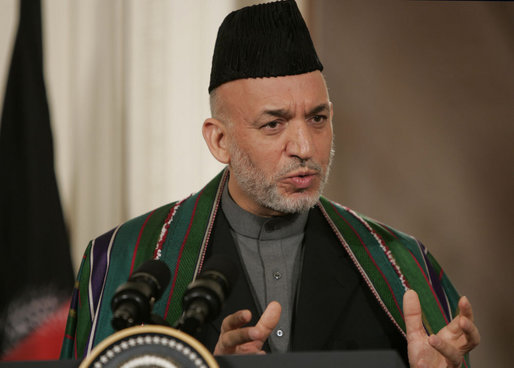
Karzai in visita alla Casa Bianca

Karzai si candidò alle elezioni presidenziali del 9 ottobre 2004. Nonostante non godesse del supporto di certe regioni del Paese, risultò vincitore in 21 province su 34, battendo gli altri 22 candidati e divenendo così il primo presidente afgano democraticamente eletto. La sovranità e il supporto popolare fuori dalla capitale erano però di fatto molto limitati, tanto che spesso Karzai veniva (e viene) definito il "sindaco di Kabul". Per ovviare a questa frammentazione, Karzai si è più volte speso per favorire accordi e alleanze con i vari capi locali che di fatto comandano nelle regioni più lontane dalla capitale, preferendo questa politica di consenso al confronto militare.
Il forte sostegno dell'amministrazione americana di George W. Bush, la breve durata della campagna elettorale, durata solo un mese, nonché la scarsa conoscenza tra gli elettori degli altri candidati hanno giocato un ruolo forse decisivo nella sua elezione. Sebbene la sua campagna sia stata limitata per la paura di violenze, le elezioni si sono svolte senza incidenti rilevanti.
Ci sono stati alcuni episodi controversi nelle operazioni di voto, in particolare riguardo all'uso dell'inchiostro indelebile per prevenire frodi elettorali. Dopo la conclusione dell'indagine svolta dalle Nazioni Unite, la commissione elettorale nazionale ha dichiarato il 3 novembre Karzai vincitore, senza necessità di tenere il secondo turno, avendo ricevuto il 55,4% delle preferenze (4,3 milioni di voti su un totale di 8,1).
Karzai si è insediato ufficialmente come presidente dell'Afghanistan il 7 dicembre 2004, con una cerimonia formale tenuta a Kabul, alla presenza tra gli altri del vice presidente statunitense Dick Cheney e dell'ex re Zahir Shah.

### Primo mandato
Dopo aver ottenuto un mandato dai cittadini e aver rimosso gran parte dei signori della guerra dell'Alleanza del nord dal suo esecutivo, molti ritennero che Karzai avesse intrapreso una campagna di riforma del Paese più intensa e aggressiva. Tuttavia la politica di Karzai si è dimostrata in seguito molto più cauta, come dimostra anche la rimozione del ministro delle Finanze, che rappresentava l'ala maggiormente riformista del governo.
Nel 2004 Karzai rigettò una proposta americana per fermare la produzione di oppio attraverso uno spargimento aereo di erbicidi chimici, ritenendo che questa coltivazione costituisse l'unica fonte di sostentamento di larga parte degli afgani. Inoltre alcuni ritengono che il fratello minore, Ahmed Wali Karzai, che aiutò la campagna elettorale presidenziale, sia direttamente implicato nel traffico internazionale di droga.
Da presidente dell'Afghanistan, Karzai ha ordinato la liberazione di alcuni guerriglieri talebani in cambio della liberazione di Daniele Mastrogiacomo, giornalista italiano de La Repubblica. A seguito di questo episodio, tuttavia, Karzai ha rivelato che la liberazione dei talebani era avvenuta su richiesta del governo italiano. Alcuni ritengono che Karzai abbia agito così su pressione degli Stati Uniti, contrari all'atteggiamento trattativista dell'esecutivo guidato da Romano Prodi, tuttavia queste voci non sono mai state confermate e la versione più realistica rimane tuttora quella del presidente Karzai.
Nel 2004 gli è stato assegnato il Premio Quadriga.

### Rielezione e brogli
Nelle elezioni del 2009 Karzai corse per la riconferma contro Abdullah Abdullah e altri candidati minoritari. Abdullah Abdullah, di etnia tagika, accusò Karzai e il suo governo di non aver saputo risolvere i problemi del Paese, e di non aver contrastato la dilagante corruzione nell'amministrazione. Le elezioni, tenutesi il 20 agosto 2009, inasprirono le accuse reciproche sorte in campagna elettorale: infatti, nonostante Karzai superasse il 50%, fu accusato dal suo rivale di ripetuti brogli. La commissione elettorale afgana, il 21 ottobre, stabilì la consistenza delle accuse, ridimensionando i voti per Karzai al di sotto del 50% e aprendo di fatto la strada al ballottaggio contro Abdullah Abdullah. Quest'ultimo però, dichiarando di temere nuovi brogli, decise di ritirarsi. In quanto unico candidato in un ipotetico ballottaggio, Karzai venne investito per un secondo mandato.

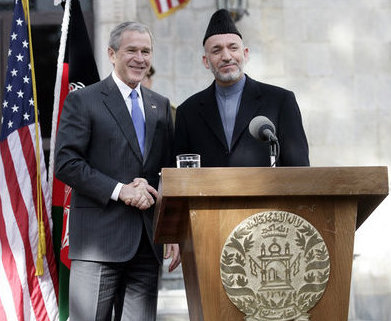
Bush incontra Karzai a Kabul (1º marzo 2006)

Nonostante la presenza delle truppe Nato nel paese a sostegno del suo governo, Karzai rimase ancora in larga parte il "sindaco di Kabul". Intere parti del paese rimasero in mano alla resistenza afgana o ai talebani, mentre né gli eserciti stranieri né tantomeno la polizia e l'esercito afgano riuscirono a mantenere il controllo del territorio. Dopo le ripetute richieste di Karzai di fissare un calendario per il ritiro delle truppe ISAF e di trasferire le responsabilità della sicurezza all'esercito nazionale afgano, il vertice NATO di Lisbona del 20 novembre 2010 diede il via libera al processo di transizione, che portò al ritiro dell'ISAF alla fine del 2014, sebbene truppe NATO, pur in numero ridotto, rimasero dispiegate in Afghanistan per l'espletamento della missione "Operazione Sostegno Risoluto" (Resolute Support) sino al 2021.
Alla scadenza del suo secondo mandato, gli è succeduto Ashraf Ghani, che Karzai ha definito nel 2017 un "traditore", per il consenso fornito al massiccio bombardamento da parte degli Stati Uniti su presunte basi dello Stato Islamico nell'aprile di quell'anno.

### Offensiva talebana e arresto
Dopo la presa del potere dei talebani e la fuga del presidente Ashraf Ghani, Karzai si è detto pronto ad aprire un canale di dialogo con i talebani per il bene del paese.
Il 26 agosto la Cnn ha riferito che Karzai e Abdullah Abdullah sono agli arresti domiciliari.

## Controversie
- Il fratello Ahmed Wali Karzai, sospettato di avere il controllo sul traffico di oppio di intere zone del paese, lavorava per la CIA e per essa reclutava paramilitari da usare contro gli insorti.[7][8] Era capo del consiglio provinciale di Kandahar e uno dei più potenti uomini dell'Afghanistan. Il 12 luglio 2011 è stato ucciso in casa propria da una sua ex guardia del corpo che era andata a fargli visita. L'omicidio è stato in seguito rivendicato da un messaggio di un portavoce del movimento talebano, ma le forze di sicurezza hanno dichiarato improbabile un coinvolgimento talebano nell'omicidio.[8]
- Diverse fonti, e in particolare il film-documentario Fahrenheit 9/11, hanno riportato la notizia secondo cui Karzai ha lavorato in passato come consulente della compagnia petrolifera Unocal (attualmente sotto il controllo di Chevron). Alcuni portavoce sia di Unocal che di Karzai hanno negato ogni legame, benché non abbiano potuto smentire alcun rapporto pregresso con le altre società del consorzio[9]. I legami tra Karzai e l'azienda petrolifera sono stati riportati anche nell'edizione del 9 dicembre 2001 di Le Monde e da Christian Science Monitor[10].
- L'ex generale sovietico Igor' Rodionov, ex comandante delle truppe dell'URSS in Afghanistan, ha dichiarato sul presidente afgano: “Karzai non ha alcuna popolarità tra la gente, è solo il capo di una mafia”[11].